# ポンメルン (戦艦)
|          |                                                          |
| 艦歴     |                                                          |
| 発注:    |                                                          |
| 起工:    | 1904年3月                                                |
| 進水:    | 1905年12月2日                                            |
| 就役:    | 1907年8月6日                                             |
| 退役:    |                                                          |
| その後:  | 1916年6月1日に戦没                                       |
| 除籍:    |                                                          |
| 性能諸元 |                                                          |
| 排水量:  | 13,200 トン                                              |
| 全長:    | 126 m                                                    |
| 全幅:    | 22.0 m                                                   |
| 吃水:    | 9 m                                                      |
| 機関:    | 3軸推進、19,000hp                                        |
| 最大速:  | 19ノット                                                 |
| 兵員:    | 743名                                                    |
| 兵装:    | 280 mm砲4門 170mm砲14門 88mm砲20門 18インチ魚雷発射管6門 |

ポンメルン (SMS Pommern) は、ドイツ帝国海軍の前弩級戦艦。ドイッチュラント級戦艦の一隻。艦名はプロイセンのポンメルン州に因む。

## 艦歴
ポンメルンは1904年3月にシュテッティン・フルカン造船所で起工し、1905年12月2日進水、1907年8月6日に就役した。すでに弩級戦艦時代が到来し、ポンメルンは就役時点で時代遅れであった。

### 第一次世界大戦
ポンメルンは戦争の最初の2年間大洋艦隊に所属していた。戦争勃発時、第2戦艦戦隊のポンメルンやその同型艦はイギリス軍による襲撃に対する防備のためエルベ川河口に配備されていた。
1916年4月24日と25日、ポンメルンとその同型艦は第1偵察群の巡洋戦艦を支援するため弩級戦艦部隊に加わった。巡洋戦艦にはイギリス沿岸への襲撃を行う任務が与えられていた。目標へ向かう途中、巡洋戦艦ザイドリッツが機雷で損傷した。そのためザイドリッツは帰還させられ、残りの艦は作戦を続行した。視界不良のため、巡洋戦艦部隊は短時間ヤーマスとローストフトを砲撃した。

#### ユトランド沖海戦

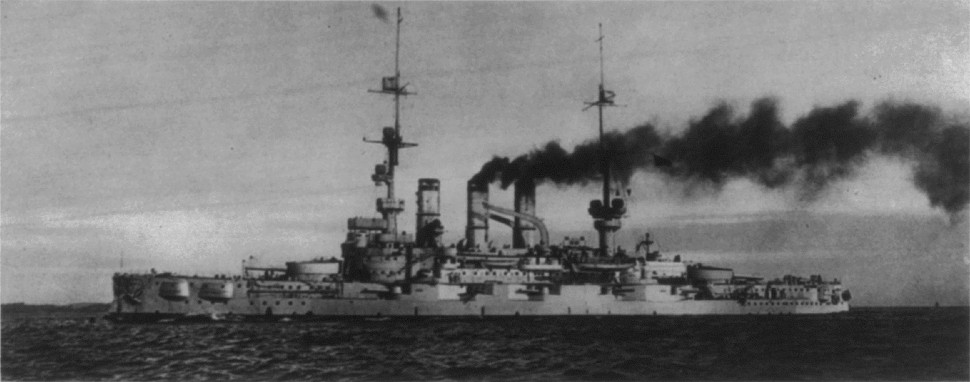
戦前のポンメルン

ラインハルト・シェア提督はすぐに次の北海への出撃を計画したが、ザイドリッツの損傷のため作戦は5月末まで延期された。ポンメルンは第2戦艦戦隊に所属したままであり、その指揮官はフランツ・マウフェ (Franz Mauve) 少将に替わっていた。戦隊はドイツの戦列の最後尾に位置していた。北への進撃の際、ドイツ艦隊の司令官ラインハルト・シェア提督は全速でイギリスの第5戦艦戦隊を追跡するよう艦隊に命じた。低速のドイッチュラント級は弩級戦艦についていくことが出来ず、落伍した。
海戦初日の夕方遅く、ひどく苦しめられていた第1偵察群の巡洋戦艦はイギリス軍の追撃を受けていた。その救援のため、ポンメルンなどは両軍の巡洋戦艦戦隊の間に入っていった。暗闇のためポンメルンは目標を捕らえることが出来なかった。一方、ポンメルンの同型艦はそうではなかった。だが、その砲撃は効果が無かった。他方、イギリスの巡洋戦艦はドイツの艦艇に命中弾を与え、ポンメルンにもインドミタブルの発射した12インチ砲弾1発が命中した。この被弾によりポンメルンは戦列から脱落した。マウフェ提督は戦闘を打ち切るため針路変更を命じ、イギリス軍は追跡はしなかった。
6月1日午前3時10分頃、ポンメルンはイギリス駆逐艦オンスロートに雷撃された。最低1本、もしかしたら2本の魚雷がポンメルンに命中した。魚雷の命中により17cm砲の弾薬庫の一つが爆発し、大爆発を引き起こした。爆発により艦は二つに折れた。後部は転覆してスクリューを海上に出し、少なくとも20分は浮いていた。ポンメルン乗員839人は全員が死亡した。
1957年に残骸が引き上げられ、艦首の装飾 (Bugzier) はラボーのドイツ海軍記念館に展示されている。